# James Salter
James Salter (ur. 1890 w Preston, zm. 1972) – brytyjski misjonarz zielonoświątkowy. Razem z Williamem FP Burtonem uznawani są za pionierów ruchu zielonoświątkowego w Kongu Belgijskim.

## Biografia
Salter zdobył wykształcenie w Szkole Biblijnej w Preston. Na początku swojej służby pracował z grupą ewangelizacyjną Elim Evangelistic Band w Irlandii Północnej. W 1915 roku razem z Williamem FP Burtonem wyruszyli z Afryki Południowej na misję do Kongo, gdzie w pierwszych latach zmagał się z malarią. W 1919 wrócił do Wielkiej Brytanii, po czym w 1920 z większą grupą ponownie wyruszył do Konga. Do misji dołączyła także Alice Wigglesworth, córka Smitha Wiggleswortha, którą poślubił. W późniejszym czasie kilkakrotnie był wybierany na przewodniczącego konferencji Zborów Bożych w Wielkiej Brytanii.
Do lat 70. XX wieku założona przez nich misja rozrosła się do prawie 2 tysięcy zborów.